# Stemodia foliosa
Stemodia foliosa là một loài thực vật có hoa trong họ Mã đề. Loài này được Benth. miêu tả khoa học đầu tiên năm 1840.